# Aspidodiadema
Aspidodiadema is een geslacht van zee-egels, en het typegeslacht van de familie Aspidodiadematidae.

## Soorten
- Aspidodiadema africanum Mortensen, 1939
- Aspidodiadema annulatum Koehler, 1927
- Aspidodiadema arcitum Mortensen, 1939
- Aspidodiadema hawaiiense Mortensen, 1939
- Aspidodiadema intermedium Shigei, 1977
- Aspidodiadema jacobyi A. Agassiz, 1880
- Aspidodiadema meijerei Döderlein, 1906
- Aspidodiadema montanum Mironov, 1981
- Aspidodiadema nicobaricum Döderlein, 1901
- Aspidodiadema sinuosum Mironov, 1981
- Aspidodiadema tonsum A. Agassiz, 1879